# Абд ел Рахман ибн Халид
Абд ел Рахман ибн Халид (616–667) (арапски: عبدالرحمن بن خالد‎) био је син Халида ибн Валида.

## Алијева период (656-661)
Абд ар-Рахман ибн Халид се борио против Алија као генерал под Муавијом у бици код Сифина, док се његов брат Мухаџир ибн Халид борио против Муавије на Алијевој страни у истој борби и био је убијен. Абд ар Рахман ибн Халид је био и део Омајадске војске која је 664. опколила Константинопољ.